# Агеєв Іван Олексійович
Іван Олексійович Агеєв (нар. 3 листопада 1908 — пом. 14 квітня 1984) — радянський офіцер-артилерист, Герой Радянського Союзу (1945), учасник німецько-радянської війни.

## Біографічні відомості
Народився 3 листопада 1908 року в селі Торчково (нині Алексинського району Тульської області Росії) в сім'ї робітника. Росіянин. Освіта неповна середня. Працював у промисловій артілі «Комунар» у Тулі.
Призваний в Червону Армію в 1930 році. Закінчив артилерійське училище і курси удосконалення командного складу (КУКС) в 1938 році.
Під час німецько-радянської війни в діючій армії — з червня 1941 року. Особливо відзначився під час Вісло-Одерської операції на 1-му Українському фронті. Командуючи 32-м гвардійським артилерійським полком (13-та гвардійська стрілецька дивізія, 5-та армія, 1-й Український фронт) гвардії підполковник Агеєв І. О. на початку операції 12 січня 1945 вогнем полку сприяв успішному прориву глибоко ешелонованої оборони противника на Сандомирському плацдармі північніше населеного пункту Стопниця (Польща). В ході наступу полк, взаємодіючи з підрозділами стрілецьких частин, сприяв захопленню і знищенню вузлів опору супротивника. В другій половині січня І. О. Агеев з передовими стрілецькими підрозділами форсував Одер південніше міста Олау (Олава, Польща) і організував на підручних засобах переправу батарей полку на лівий берег, особисто керував їх вогнем при відбитті численних ворожих контратак. З 12 січня по 3 лютого 1945 його полк знищив 5 танків і штурмових гармат, 8 тягачів і бронетранспортерів, 4 мінометних батареї і багато іншої бойової техніки і живої сили противника.
27 червня 1945 року гвардії підполковнику Агеєву Івану Олексійовичу присвоєно звання Героя Радянського Союзу з врученням ордена Леніна і медалі «Золота Зірка» (№ 8935).
Після закінчення війни І. О. Агеев продовжував службу в Радянській Армії.
З 1958 року полковник І. О. Агеєв у відставці. Жив у Києві, був нештатним інструктором райкому партії. Помер 14 квітня 1984.

## Вшанування пам'яті
У місті Алексин Тульської області на честь героїв-Алексинців встановлена стела, на якій увічнено ім'я І. О. Агеева.